# Pyripnoa plumbipicta
Pyripnoa plumbipicta là một loài bướm đêm trong họ Noctuidae.